# So Yoo-jin
So Yu-jin (em coreano: 소유진; nascida em 11 de agosto de 1981) é uma atriz sul-coreana. Ela é mais conhecida por seus papéis principais nos dramas de televisão Rookie (2000), Delicious Proposal (2001), Fox and Cotton Candy (2001), bem como em Rival (2002) e Mai Ratima (2013).

## Vida pessoal
Em 19 de janeiro de 2013, Ela se casou com Baek Jong-won, chef famoso e CEO de 26 franquias de restaurantes com 169 filiais em todo o país. Seu primeiro filho, um menino, nasceu em 9 de abril de 2014. O segundo filho, uma menina, nasceu em 21 de setembro de 2015. Em abril de 2016, o pai de So morreu no mesmo dia do aniversário de seu filho. Em 8 de fevereiro de 2018, So deu à luz seu terceiro filho, outra menina.
Ela se tornou a embaixadora da boa vontade para o Seoul International Beauty Industry Festival em abril de 2013. Em março de 2012, ela se tornou a embaixadora da boa vontade para A Clean. Em 12 de dezembro de 2011, ela se tornou uma Embaixadora da Boa Vontade do programa de partilha de vida.

## Filmografia

### Drama de televisão
- My Healing Love (MBC,2018)
- Five Children (KBS2, 2016)
- Great Stories "The Kim Sisters" (TV Chosun/tvN, 2015)
- Potato Star 2013QR3 (tvN, 2013) (breve aparição, ep 11)
- Pretty Man (KBS2, 2013) (presença de convidado, ep 1-4)
- Drama Special "Happy! Rose Day" (KBS2, 2013)
- Can't Live Without You (MBC, 2012)
- Happy Ending (JTBC, 2012)
- Golden Fish (MBC, 2010)
- Thirty Thousand Miles in Search of My Son (SBS, 2007-2008)
- Unstoppable High Kick! (MBC, 2007) (breve aparição, ep 107)
- Alone in Love (SBS, 2006) (breve aparição, ep 1)
- Seoul 1945 (KBS1, 2006)
- Cute or Crazy (SBS, 2005)
- Banjun Drama (SBS, 2004-2005)
- Good Person (MBC, 2003)
- The Bean Chaff of My Life (MBC, 2003)
- Rival (SBS, 2002)
- Fox and Cotton Candy (MBC, 2001-2002)
- Cool (KBS2, 2001)
- Delicious Proposal (MBC, 2001)
- Rookie (SBS, 2000-2001)
- Virtue (SBS, 2000)

### Filme
- Mai Ratima (2013)[15]
- The Dinner (short film, 2011)
- Break Away (2010)
- Short! Short! Short! 2009: Show Me the Money (2009, short film "Sitcom")[16]
- 3 Colors Love Story (2006, short film "I'm O.K")
- The Rainy Day (2005)
- 2424 (2002)
- Rundim (2001, animated)

### Show de variedades
- The Return of Superman (2020–presente) (Narradora: Episódio 341 – presente)
- Show! Audio Jockey (tvN, 2019)[17]
- We Will Channel You (SBS, 2019)
- Wonderful Day (MBC Music, 2012)
- Section TV (MBC, 2001-2002)
- (SBS, 2001-2002)
- Music Box (iTV, 2001)
- In Search of the Best (SBS, 2000)

## Teatro musical
- Between Raindrops  (2008)

## Programa de Rádio
- To You Who Forget the Night with So Yoo-jin (KBS Happy FM, 2009)
- Popular Songs with So Yoo-jin (KBS Happy FM, 2006)

## Prêmios e indicações
| Ano  | Prêmio                   | Categoria                                       | Trabalho nomeado                       | Resultado |
| ---- | ------------------------ | ----------------------------------------------- | -------------------------------------- | --------- |
| 2001 | MBC Entertainment Awards | Excellence Award                                | Section TV                             | Venceu    |
| 2001 | MBC Drama Awards         | Best New Actress                                | Delicious Proposal                     | Venceu    |
| 2002 | Paiksang Arts Awards     | Most Popular Actress (TV)                       | Rival                                  | Venceu    |
| 2002 | SBS Drama Awards         | Top 10 Stars                                    | Rival                                  | Venceu    |
| 2002 | SBS Drama Awards         | Most Popular Actress                            | Rival                                  | Venceu    |
| 2003 | MBC Drama Awards         | Excellence Award, Actress                       | The Bean Chaff of My Life, Good Person | Venceu    |
| 2010 | MBC Drama Awards         | Excellence Award, Actress                       | Golden Fish                            | Indicado  |
| 2012 | MBC Drama Awards         | Excellence Award, Actress in a Serial Drama     | Can't Live Without You                 | Indicado  |
| 2016 | KBS Drama Awards         | Excellence Award, Actress in a Serial Drama     | Five Enough                            | Venceu    |
| 2018 | MBC Drama Awards         | Top Excellence Award, Actress in a Serial Drama | My Healing Love                        | Venceu    |